# Municipio de Herndon
El municipio de Herndon (en inglés: Herndon Township) es un municipio ubicado en el condado de Craighead en el estado estadounidense de Arkansas. En el año 2010 tenía una población de 1215 habitantes y una densidad poblacional de 32,83 personas por km².

## Geografía
El municipio de Herndon se encuentra ubicado en las coordenadas 35°56′9″N 90°42′55″O / 35.93583, -90.71528. Según la Oficina del Censo de los Estados Unidos, el municipio tiene una superficie total de 37.01 km², de la cual 36,48 km² corresponden a tierra firme y (1,42 %) 0,53 km² es agua.

## Demografía
Según el censo de 2010, había 1215 personas residiendo en el municipio de Herndon. La densidad de población era de 32,83 hab./km². De los 1215 habitantes, el municipio de Herndon estaba compuesto por el 96,79 % blancos, el 0,66 % eran afroamericanos, el 0,74 % eran amerindios, el 0,91 % eran de otras razas y el 0,91 % eran de una mezcla de razas. Del total de la población el 1,15 % eran hispanos o latinos de cualquier raza.